# Kateřina Francová
Kateřina Francová (* 13. srpna 1974 Zlín) je česká politička a podnikatelka, od roku 2011 zastupitelka a v letech 2014–2022 náměstkyně primátora města Zlína, členka ZHN a později hnutí STAN.

## Život
Vystudovala obor dětská sestra na Střední zdravotnické škole ve Zlíně a následně bakalářský obor ošetřovatelství na Lékařské fakultě Univerzity Palackého v Olomouci (získala titul Bc.). Po studiu vyučovala na Střední zdravotnické škole ve Zlíně a na Univerzitě Tomáše Bati ve Zlíně, pracovala také v Krajské nemocnici T. Bati.
V roce 2002 ve Zlíně založila dětské centrum Nekky Baby Club a nabízela hodiny plavání v do té doby nevyužívané části městských lázní. Později ve městě zřídila další dětské centrum. I díky tomu získala v roce 2011 cenu Živnostník roku.
Kateřina Francová žije ve městě Zlín.

## Politické působení
V komunálních volbách v roce 2010 kandidovala jako nestraník za ZHN do Zastupitelstva města Zlína, ale neuspěla. Skončila jako první náhradnice. V červnu 2011 však na mandát rezignoval její stranický kolega František Petr a ona se stala zastupitelkou města. Na podzim 2013 byla navíc zvolena i novou radní města, když na mandát rezignoval další její stranický kolega Karel Markytán.
Mandát zastupitelky města obhájila ve volbách v roce 2014 jako členka ZHN na kandidátce hnutí STAN. V listopadu 2014 se pak stala neuvolněnou náměstkyní primátora města pro školství, sociální oblast a péči o zdravotně postižené. Také ve volbách v roce 2018 obhájila mandát zastupitelky města, tentokrát jako nestraník za hnutí STAN. V listopadu 2018 se opět stala neuvolněnou náměstkyní primátora, tentokrát pro oblast školství, bydlení (včetně Bytového družstva Podlesí) a správu majetkové účasti v kapitálové společnosti Správa domů Zlín. Ve volbách v roce 2022 byla z pozice nestraníka lídryní kandidátky hnutí STAN do Zastupitelstva města Zlína a tudíž i kandidátkou na post primátorky města. Mandát zastupitelky města se jí podařilo obhájit. Skončila však v pozici náměstkyně primátora.
V krajských volbách v roce 2012 kandidovala jako členka ZHN do Zastupitelstva Zlínského kraje, a to za uskupení s názvem „Lékaři a odborníci za ozdravení kraje“, ale neuspěla. Kandidovala i ve volbách v roce 2020 jako členka ZHN za hnutí STAN, ale opět neuspěla.
Ve volbách do Poslanecké sněmovny PČR v roce 2021 kandidovala již jako členka hnutí STAN na 10. místě kandidátky koalice Piráti a Starostové ve Zlínském kraji. Skončila jako třetí náhradnice.
Ve volbách do Poslanecké sněmovny PČR v roce 2025 kandiduje na 2. místě kandidátky hnutí STAN ve Zlínském kraji.